# Presidents de Friül-Venècia Júlia

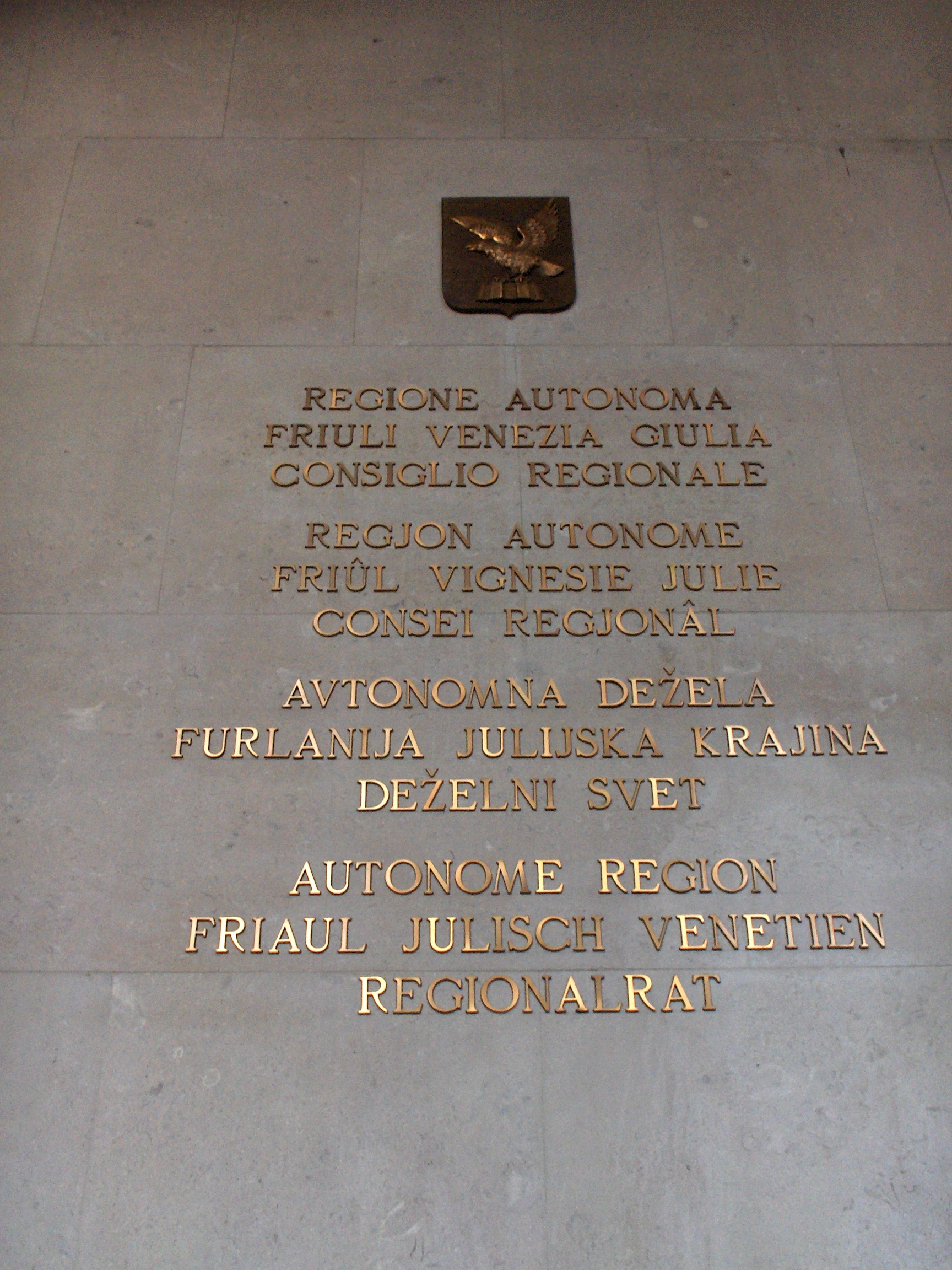
Anunci en totes les llengües de la regió

Els presidents de la regió de Friül-Venècia Júlia han estat:
| Període     | President            | Partit      |
| ----------- | -------------------- | ----------- |
| 1964 - 1973 | Alfredo Berzanti     | DC          |
| 1973 - 1984 | Antonio Comelli      | DC          |
| 1984 - 1991 | Adriano Biasutti     | DC          |
| 1992 - 1993 | Vinicio Turello      | DC          |
| 1993 - 1994 | Pietro Fontanini     | LN          |
| 1994        | Renzo Travanut       | PDS         |
| 1994 - 1995 | Alessandra Guerra    | LN          |
| 1995 - 1996 | Sergio Cecotti       | LN          |
| 1996 - 1998 | Giancarlo Cruder     | PPI         |
| 1998 - 2001 | Roberto Antonione    | FI          |
| 2001 - 2003 | Renzo Tondo          | FI          |
| 2003 - 2008 | Riccardo Illy        | Independent |
| 2008 - 2013 | Renzo Tondo          | PdL         |
| 2013 - 2018 | Debora Serracchiani  | PD          |
| 2018 -      | Massimiliano Fedriga | LN          |